# Stanča (Slowakije)
Stanča (Hongaars: Isztáncs) is een Slowaakse gemeente in de regio Košice, en maakt deel uit van het district Trebišov.
Stanča telt 434 inwoners.